# لودویگ گایر
لودویگ گایر (انگلیسی: Ludwig Geyer; ۱۸ اوت ۱۹۰۴ – ۳۱ ژانویهٔ ۱۹۹۲) دوچرخه‌سوار اهل آلمان بود.